# Tegafur
Tegafur è un profarmaco, un chemioterapico fluorouracilico, che nell'organismo viene trasformato a 5-fluorouracile (5-FU), un analogo pirimidinico alogenato ad attività antineoplastica. La sua azione si esplica interferendo con la sintesi sia del DNA che dell'RNA.

## Chimica
Si presenta nella forma di cristalli, facilmente solubili in acqua calda, in etanolo e in dimetilformamide e praticamente insolubili nell'etere.
La sostanza, in soluzione acquosa acida, assorbe nell'ultravioletto (UV) alla lunghezza d'onda di 270 nm.

## Farmacodinamica
Tegafur appartenente alla classe delle fluoropirimidine ed esercita la sua azione antimetabolita interferendo con il metabolismo degli acidi nucleici, inibendo gli enzimi timidilato-sintetasi e timidilato-chinasi.

## Farmacocinetica
A seguito di somministrazione per via orale il farmaco viene adeguatamente assorbito dal tratto gastrointestinale.
In seguito alla somministrazione di dosi orali rispettivamente pari a 0,25, 0,50, 0,75 e 1 g/m2, si ottengono entro 2-4 ore (Tmax) picchi plasmatici (Cmax) di 25, 35, 40 e 50 µg/ml.

La somministrazione endovenosa prolunga l'emivita plasmatica (da 6 a 16 ore) e rallenta la biotrasformazione nel metabolita attivo 5-fluorouracile.

Il farmaco ha un volume di distribuzione di 0,4-0,8 l/kg e un'emivita plasmatica di 5-14 ore. 
Tegafur si caratterizza per un legame con le proteine plasmatiche compreso tra il 30% e il 50%. 
La ghiandola epatica è la sede di biotrasformazione di tegafur a farmaco attivo. 
Oltre a 5-fluorouracile sono stati identificati altri metaboliti e tra essi: il deidrotegafur, il trans-3'-idrossitegafur, il trans-4'-idrossitegafur, il cis-4'-tegafur e il g-butirrolattone. 
L'eliminazione del composto dall'organismo avviene prevalentemente per via renale, e nelle urine si trova solo il 20% del farmaco in forma immodificata.
Tegafur attraversa la barriera ematoencefalica e può essere dosato nel liquido cefalo-rachidiano.

## Tossicologia
La DL50 per via orale è di 930 mg/kg peso corporeo nel topo e di 1970 mg/kg nel ratto; per via intramuscolare è di 920 mg/kg nel topo e di 1390 mg/kg nel ratto; per via intraperitoneale è di 750 mg/kg nel topo maschio, di 640 mg/kg nel topo femmina e di 1280 mg/kg nel ratto maschio. Negli animali da laboratorio il farmaco è risultato teratogeno e cancerogeno.

## Usi clinici
Tegafur viene impiegato nel trattamento di varie neoplasie maligne tra cui il carcinoma della mammella, della vescica, del fegato e del pancreas, dei polmoni, 
dello stomaco, 
del colon-retto, 
della prostata 
ed infine dell'adenocarcinoma del tratto gastrointestinale. L'utilizzo del composto avviene quasi sempre in associazione con altri chemioterapici.

## Effetti collaterali e indesiderati
Gli effetti avversi sono sostanzialmente gli stessi del fluorouracile, con una mielodepressione meno grave e una più frequente neurotossicità a livello centrale. 
La tossicità gastrointestinale indotta da tegafur è un fattore limitante per il dosaggio. 
Da studi su animali è emerso che la somministrazione concomitante di uracile e tegafur riduce la cardiotossicità e la neurotossicità di quest'ultimo.
In letteratura medica sono segnalati casi di polmonite eosinofila secondaria al trattamento con l'antineoplastico.

## Controindicazioni
Tegafur è controindicato nei soggetti con ipersensibilità nota al principio attivo oppure ad uno qualsiasi degli eccipienti utilizzati nella forma farmaceutica.
È inoltre controindicato nelle donne in stato di gravidanza, durante l'allattamento oppure in presenza di gravi infezioni. Il composto deve essere somministrato con cautela nei soggetti defedati o affetti da grave insufficienza epatica, renale o midollare.

## Dosi terapeutiche
Le dosi di farmaco usualmente impiegate variano da 1 a 1,5 g/m2 di superficie corporea al giorno per via endovenosa, per cicli fino a 21 giorni, da ripetere ad intervalli di 4 settimane.
 
Tegafur può essere somministrato anche per via orale in dosi che possono raggiungere i 1200 mg/die.